# Кокаральская плотина
Кокаральская плотина (каз. Көкарал бөгеті) — плотина, пресекающая пролив Берга между Северным Аральским морем (Малое море) и Южным Аральским морем (Большое море) вблизи урочища Кокарал в Аральском районе Кызылординской области Казахстана.
Плотина предназначена для регулирования уровня воды в Малом море. Длина плотины — 13 034 м, ширина — до 100—150 м. Высота гребня плотины — 6 м (45,5 м абс), наполнение Малого моря предполагается до отметок 42,2 м абс. На плотине построено водопропускное сооружение с девятью водосбросами с пропускной способностью 600 м³/с, предназначенное для защиты её от разрушения путём сброса излишков воды в Южный Арал.

## История

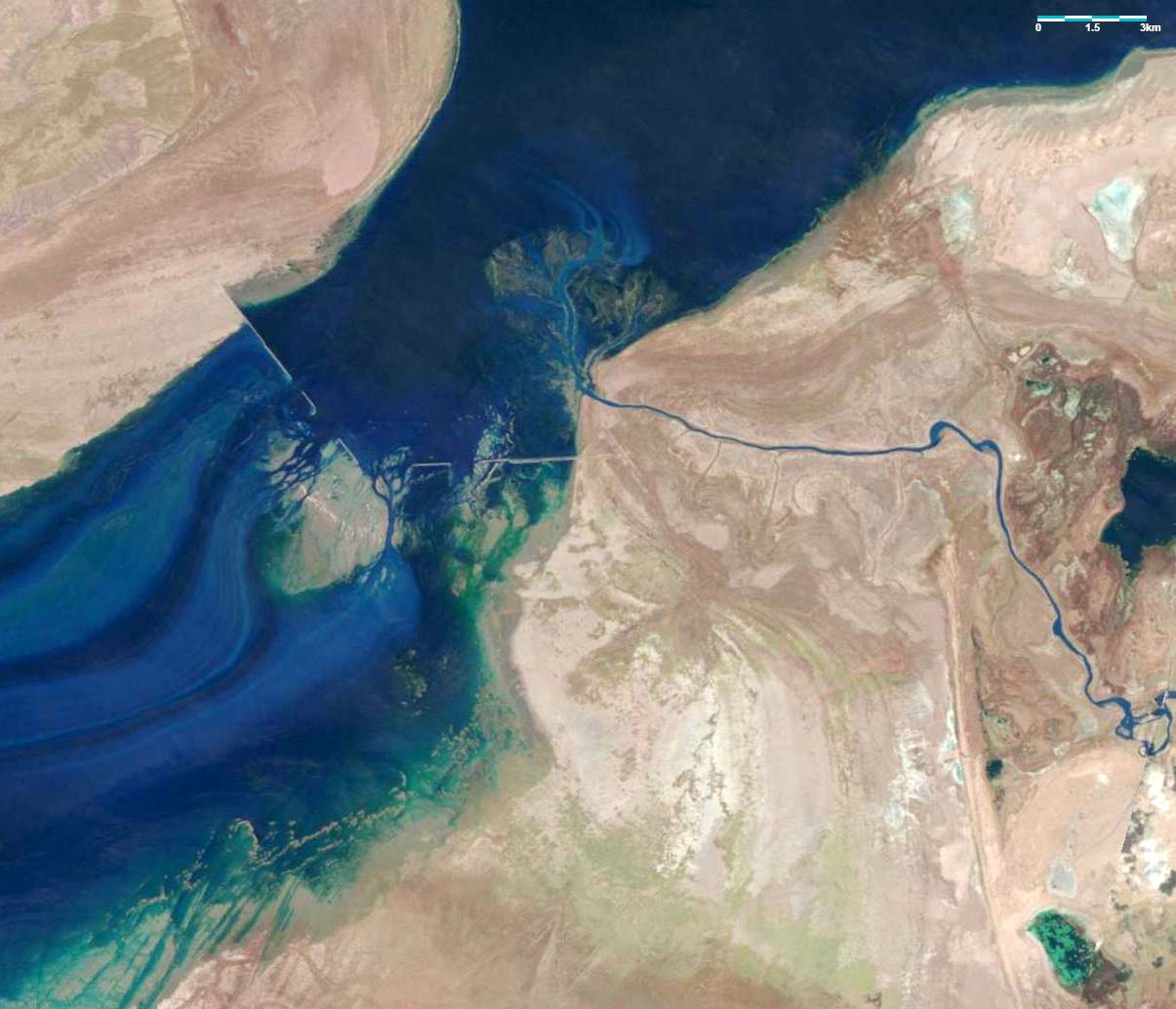
Прорыв Кокаральской плотины, 30 апреля 1999, снимок со спутника Геологической службы США (USGS)

В конце 80-х годов XX века из-за обмеления Аральского моря его северная часть отделилась от южной. Вода по оставшемуся между ними узкому руслу утекала из Малого Арала в Большой. Построить дамбу, перекрывающую это русло, пытались два раза. Первая, песчаная, была построена в 1992 году, но весной 1993 года из-за повышения уровня воды она была разрушена. Местные строительные предприятия и исполнительные органы нашли средства на создание новой дамбы. Весной 1997 года была закончена вторая плотина, также песчаная. На ней был устроен водосброс. В 1998 году её усилили железобетонными плитами. После её возведения площадь северной части моря значительно увеличилась, отчего уменьшилась повторяемость пыльных бурь и соляные выносы из Аралкума на прилегающие районы. Восстановили популяции рыб (лещ, сазан, аральский осетр) из рыбопитомника, тогда так в солёной воде обитала только камбала Глосса.
Но в 1999 году из-за повышения уровня воды эта плотина была разрушена штормом. В 2001 году правительство Казахстана обратилось во Всемирный банк с просьбой о займе на строительство полноценной плотины. Работы по сооружению плотины были закончены в августе 2005 года.

## Воздействие

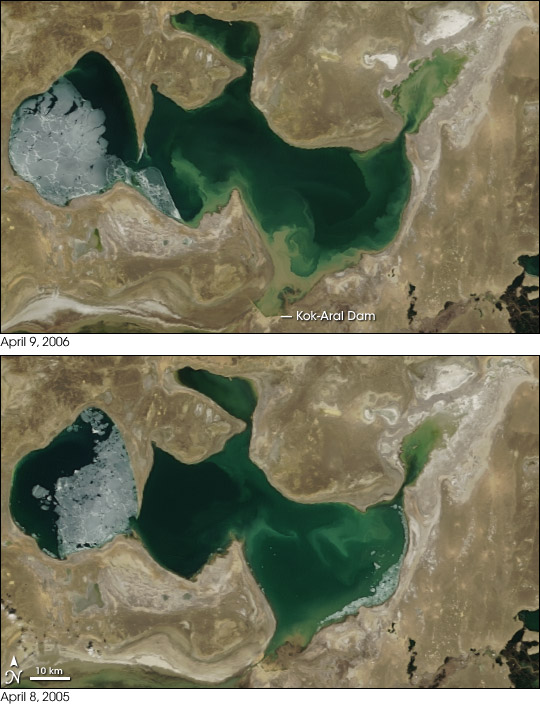
Снимки Северного Арала до (снизу) и после (сверху) возведения Кокаральской плотины

Уровень воды в Северном Арале вырос на 12 метров по сравнению с самым низким его уровнем, зарегистрированным в 2003 году, солёность уменьшилась. Уже в 2006 году, ранее, чем ожидали учёные, было зафиксировано увеличение уровня. Снизилась минерализация воды — с 23 до 17 граммов на литр. Количество рыбы и её видовое разнообразие выросло, стал изменяться микроклимат.
Расстояние от Аральска до моря сократилось со 100 до 25 км.
Плотина приостановила приток вод Сырдарьи в Южное море и ускорила его высыхание. Произошло его разделение на Восточный и Западный Арал, одновременно отделился залив Тущыбас.

## Перспективы
В рамках проекта РРССАМ-2 планируется увеличение высоты дамбы на 6—8 метров, при этом объём воды в Северном Арале увеличится с 27 км³ до 59 км³, а солёность воды уменьшится с 17 г/л до 2,5—3 г/л. Это позволит водам Малого Арала подойти вплотную к бывшему порту Аральск и значительно улучшить экономико-экологическую обстановку в регионе.

## Этимология названия
Название плотины произошло от бывшего острова Кокарал, который раньше был полуостровом, а теперь, когда два моря больше не соединяются, стал просто участком суши.